# دیوید هلد
دیوید هلد (انگلیسی: David Held; ۲۷ اوت ۱۹۵۱ – ۲ مارس ۲۰۱۹) دانشمند علوم سیاسی و متخصص نظریهٔ سیاسی و روابط بین‌الملل اهل بریتانیا بود. او تا زمان مرگ به استادی و مدیریت در دانشگاه دورام اشتغال داشت. او به همراه دانیل آرکیبوگی از جمله مدافعان برجستهٔ جهان‌وطن‌گرایی و مخصوصاً دموکراسی جهان‌وطنی بود. فعالیت علمی او به مسائلی چون جهانی‌شدن و حکومت جهانی می‌پرداخت. هلد یکی از سردبیران نشریهٔ سیاست جهانی بود.